# Bedufrido de Selsey
Bedufrido (em inglês antigo: Beadufrith ou Beadufrid) foi um anglo-saxão do século VIII, talvez abade em Selsey. Em 717/724, o rei Notelmo concedeu 4 hidas em Herotunum, 3 em Tetexanstede e 3 em Sidlesham para Bedufrido e Selsey.